# 쿠르간

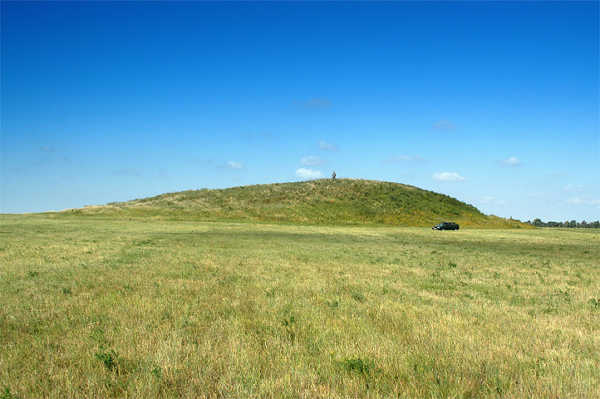
기원전 4세기 사르마티아의 쿠르간(러시아연방 남우랄 필리포브카 소재).

쿠르간(kurgan)은 폰토스-카스피 스텝 지역에서 발생하여 기원전 제3천년기에 중앙아시아와 남서유럽을 제외한 유럽 전역에 퍼졌던 분구묘 양식이다. 시신 한 구와 함께 각종 부장품, 무기, 말들을 껴묻거리로 매장했다. 현재 남아있는 가장 오래된 쿠르간은 기원전 4천년기에 만들어진 것으로서 카프카스 지역에서 발견된다.:291 연구자들은 이것을 인도유럽인과 결부짓는다(쿠르간 가설).:339 쿠르간은 석기시대부터 중세에 이르기까지 만들어졌으며, 남시베리아와 중앙아시아에는 여전히 고대의 전통이 남아 있다.

## 같이 보기
- 동물공희
- 아슈바메다
- 뉴그레인지
- 타르판